# Shlomo Molla
Shlomo Molla (en hébreu : שלמה מולה) né le 21 novembre 1965 dans un petit village juif de 40 familles dans la province de Gondar en Éthiopie. 

## Biographie

### Enfance et migration
Molla est né en Éthiopie en 1965 dans une famille de 9 frères et 2 sœurs. Il tente d'immigrer en Israël en 1984 à pied, après avoir été laissé en Ethiopie lors des l'Opération Moïse et l'Opération Joshua. Secouru par les forces israéliennes au cours de son voyage au Soudan, il perd un de ses compagnons de voyage juifs éthiopiens, abattu par des forces soudanaises. En Israël, il est admis dans un centre pour immigrants à Tzfat.

### Formation et travail communautaire
Malade du paludisme à son arrivée en Israël, il apprend l'hébreu à l'hôpital. 
Au terme de son service national dans les Forces de défense israéliennes, il obtient le baccalauréat à l'université Bar-Ilan. Au cours de ses études, il est coprésident de l'Organisation des étudiants éthiopiens. Il est ensuite diplômé du Ono Academic College.
En 1991, il devient chef d'un centre d'intégration des immigrants de l'Agence juive à Tibériade et en 1995 est nommé superviseur des centres d'intégration pour les kibboutz du Nord. 
En 1996, il devient membre du comité du ministère de la Santé pour conseiller sur les conditions de guerre et, en 1999, il devient chef de la Division éthiopienne de l'Agence juive. Dans la même année, Molla se voit attribuer la huitième place sur la liste de Yisrael BaAliyah pour les élections de la Knesset, mais le parti n'obtient que six sièges.

### Carrière politique
En 2006, il est membre de l'exécutif sioniste et chef de département de l'Organisation sioniste mondiale. Avant les élections de 2006, il est classé trente-troisième sur la liste de Kadima. Cependant, à la suite de la démission d'Avigdor Yitzhaki en février 2008, Molla est devenu le deuxième député à la Knesset d'origine éthiopienne. Il a été placé dix-neuvième sur la liste de Kadima pour les élections de 2009 et a conservé son siège alors que le parti a remporté 28 mandats.
En 2012, il a quitté Kadima pour rejoindre la Hatnuah. Placé huitième sur sa liste pour les élections de 2013, il a perdu son siège car que le parti n'a remporté que six sièges.
En 2015, il a encouragé les Israéliens d'origine éthiopienne à refuser de payer des impôts ou de servir dans les forces armées israéliennes pour protester contre les actes racistes contre cette communauté, tels que l'agression policière contre Demas Fikadey.
Il est le second Israélien d'origine éthiopienne à être élu au parlement israélien.

### Vie privée
Molla est marié avec trois enfants et vit à Rishon LeZion.

## Source
- (en) Cet article est partiellement ou en totalité issu de l’article de Wikipédia en anglais intitulé « Shlomo Molla » (voir la liste des auteurs).